# Tornaszentjakab, Borsod-Abaúj-Zemplén
Tornaszentjakab este un sat în districtul Edelény, județul Borsod-Abaúj-Zemplén, Ungaria, având o populație de 229 de locuitori (2011). 

## Demografie
Componența etnică a satului Tornaszentjakab
     Maghiari (93,46%)
     Romi (6,54%)
Componența confesională a satului Tornaszentjakab
     Romano-catolici (63,76%)
     Reformați (10,92%)
     Greco-catolici (5,68%)
     Fără religie (4,37%)
     Necunoscută (15,28%)
Conform recensământului din 2011, satul Tornaszentjakab avea 229 de locuitori. Din punct de vedere etnic, majoritatea locuitorilor (93,46%) erau maghiari, cu o minoritate de romi (6,54%).  Din punct de vedere confesional, majoritatea locuitorilor (63,76%) erau romano-catolici, existând și minorități de reformați (10,92%), greco-catolici (5,68%) și persoane fără religie (4,37%). Pentru 15,28% din locuitori nu este cunoscută apartenența confesională.